# Avifauna (núcleo zoológico)

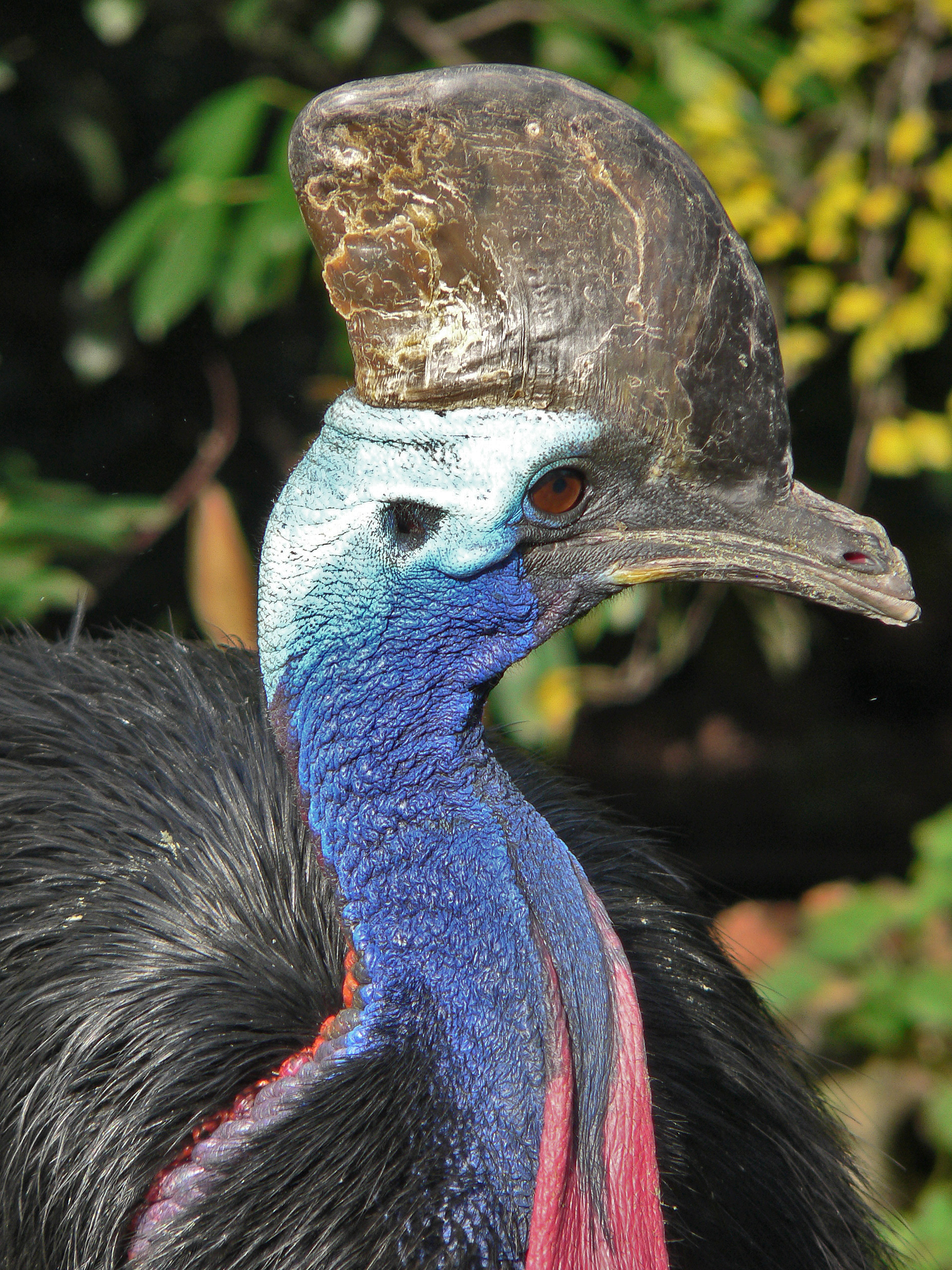
Casuario común, una de las especies que se pueden encontrar en el parque

Avifauna es un parque zoológico ornitológico situado en el municipio español de Otero de Rey, Lugo. Es una asociación fundada en 1983 por iniciativa de un grupo de coleccionistas de aves. Constituido como núcleo zoológico desde 2008, mantiene una colección de más de 300 especies diferentes. Actualmente, mantiene alrededor de 40 especies con algún tipo de protección.

## Historia
En 1983 se adquirieron 6.000 m² de terreno de una antigua cantera de piedra convertida en escombrera. Hasta 2013 se trabajó en la recuperación del terreno ampliado hasta los 30.000 m² incluyendo estanques, fuentes, pasarelas y senderos.
En el año 2000 se creó el Centro de Interpretación de Avifauna, destinado a realizar actividades de educación ambiental. En 2008 se registró como núcleo zoológico de Galicia, con el nº ES 27 039 0119201 y actualmente está registrado como parque zoológico ornitológico (LU-2010/01-PZ).

## Servicios
Las aves están ubicadas en recintos naturalizados y adaptados a cada especie en función de sus características. El parque está diseñado fundamentalmente para la realización de visitas guiadas, mediante un recorrido a través de un jardín botánico en el que los participantes pueden observar la riqueza y variedad de aves de los cinco continentes, repartidas en 76 recintos adaptados a la especie o grupo de especies que albergan.
El parque cuenta con servicio de atención veterinaria, centro de cría, biblioteca, museo y aula medioambiental.

## Actividades
En el parque se realizan actividades de educación ambiental, dentro de un convenio firmado con la Diputación de Lugo dirigidas principalmente a centros educativos de la provincia y otros colectivos, orientadas al conocimiento del mundo de las aves y su entorno.
El centro dispone de un centro de cría en cautividad de aves para realizar intercambios con otras instituciones. Sin embargo, Avifauna no forma parte de AICAS ni EAZA, asociaciones internacionales que coordinan los proyectos de conservación y cría en cautividad en los parques zoológicos (EEP y ESB).
El parque participa y colabora con grupos de investigación científica[¿cuál?] cuyo fin es el de ampliar el conocimiento sobre la biología de las aves y de este modo contribuir a su conservación tanto en el medio natural como en cautividad. Actualmente mantiene un convenio de colaboración con la Universidad de Santiago de Compostela [cita requerida] y otro con la Fundación Rof Codina para el análisis e incinerado de animales muertos en sus instalaciones.
Avifauna es miembro de ISIS (International Species Information System), gestiona su colección zoológica mediante ZIMS (Zoological Information Management System) desde 2011.
En junio de 2005 recibió del Consejo de la Junta de Galicia la Medalla de Plata de Galicia al Centro de Interpretación de Avifauna de Lugo, por los méritos en el servicio a la comunidad.[cita requerida]